# Нечаївка (Сумський район)
Нечаївка — колишнє село в Україні, у Сумському районі Сумської області. Підпорядковувалось Сульській сільській раді.

## Географічне розташування
Нечаївка лежить на березі річки Сула за 1 км від села Сула. Поруч проходить автошлях Н07.

## Історія
21 січня 1987 року приєднане до села Сула.